# Guerra civile castigliana del 1437-1445
La guerra civile castigliana del 1437-1445 fu uno scontro fra due fazioni di nobili che si affrontarono per prendere il controllo della Corona di Castiglia. Da una parte, la fazione guidata dal conestabile don Álvaro de Luna, dallo stesso re Giovanni II e dal principe delle Asturie Enrico; dall'altra, la Lega aristocratica guidata dagli infanti di Aragona don Giovanni e Enrico di Trastámara, figli di Ferdinando il Giusto, re della Corona d'Aragona, che era reggente di Castiglia durante la minore età di Giovanni II. Anche se la fazione degli infanti d'Aragona vinse e impose le sue condizioni nella Sentenza di Medina del Campo, nel 1441, la vittoria finale andò alla fazione realista, che vinse la battaglia decisiva a Olmedo.

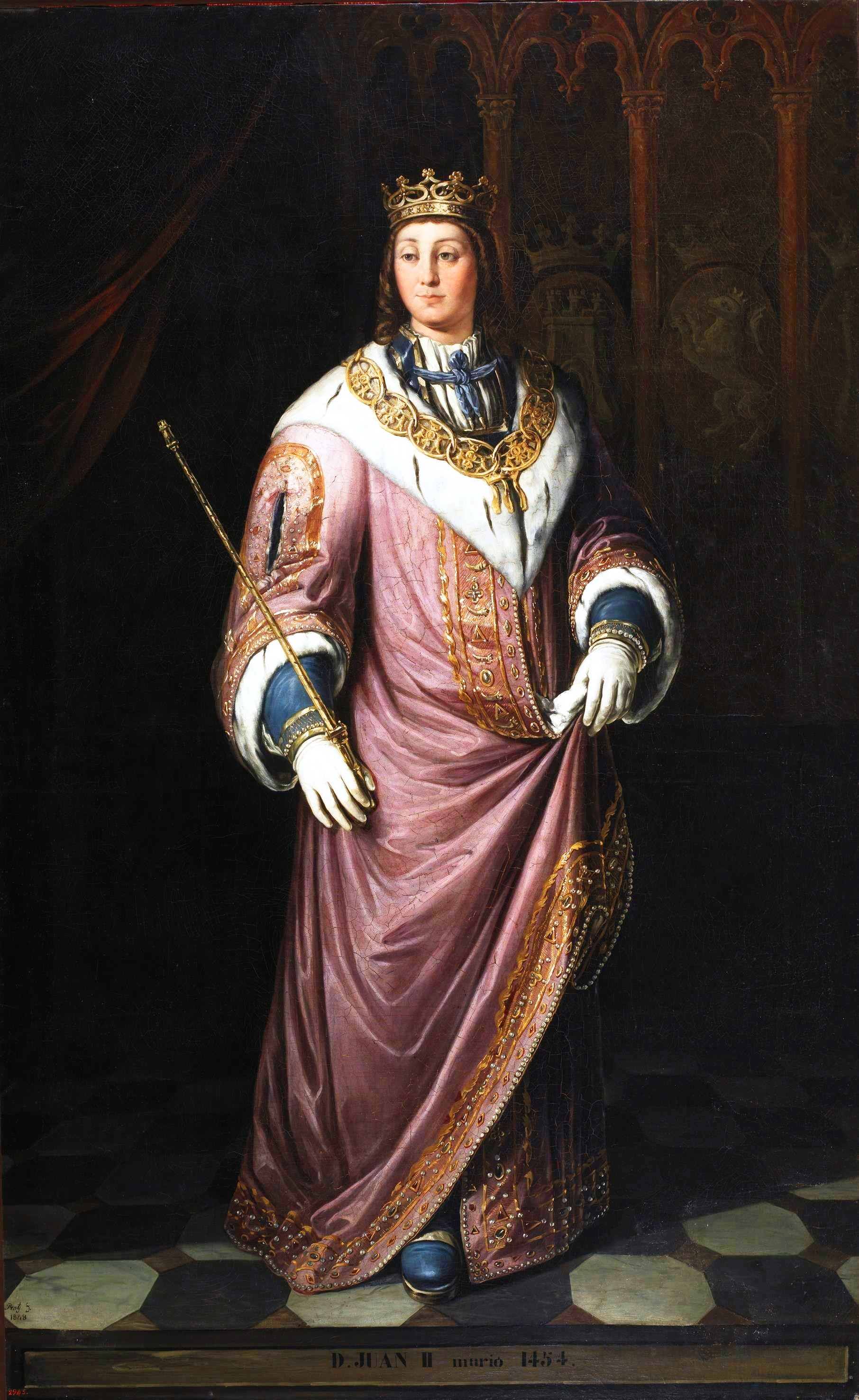
Giovanni II di Castiglia, dipinto da Francisco Prats y Velasco (Museo del Prado)

## L'opposizione ad Alvaro de Luna
Dopo la sconfitta degli infanti d'Aragona nella guerra castigliano-aragonese del 1429-1430, la posizione del conestabile don Alvaro de Luna si fece più forte alla corte castigliana, ma dopo pochi anni, una fazione della nobiltà cospirò per opporsi al suo potere quasi assoluto, ottenuto grazie alla fiducia che il giovane re Giovanni II aveva posto in lui. Uno dei leader di quella fazione era Pedro Manrique, adelantado mayor di León, che venne arrestato il 13 agosto 1437 a Medina del Campo per volere di Alvaro de Luna. Quest'episodio diede inizio ad un nuovo periodo di discordie fra famiglie aristocratiche, con la rivolta armata dei parenti e sostenitori di Pedro Manrique, uniti agli altri nobili che si opponevano a don Alvaro de Luna e guidati dall'almirante di Castiglia Fadrique Enríquez, dal conte di Benavente Rodrigo Alonso Pimentel, dal conte di Ledesma Pedro de Estúñiga e dal conte di Valencia don Juan Pedro de Acuña y Portugal.

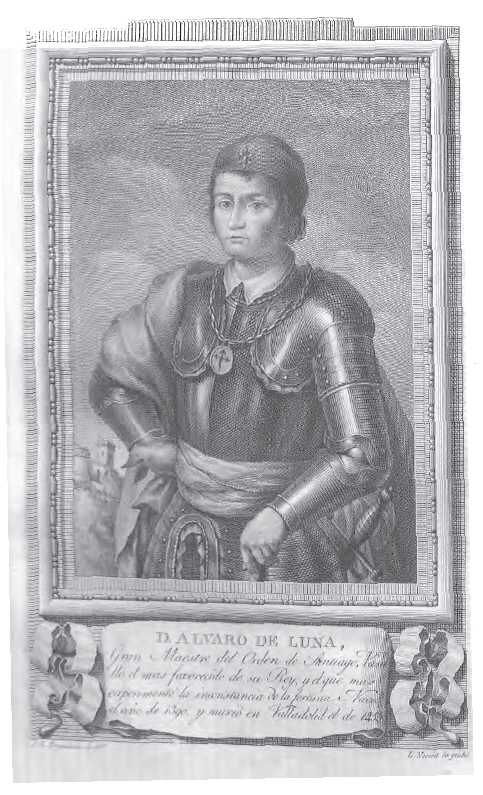
Álvaro de Luna (stampa del XVII secolo)

Ma, nell'agosto 1438, Pedro Manrique fuggì dal castello di Fuentidueña de Tajo, dove era detenuto, e nel febbraio 1439 inviò, assieme a Fadrique Enríquez, una lettera al re Giovanni II nella quale chiedeva la messa al bando del conestabile Álvaro de Luna. A metà del mese successivo, i nobili ribelli nobili presero di sorpresa Valladolid, il che portò re Giovanni II a chiedere l'intervento dell'infante Giovanni d'Aragona, re consorte di Navarra per il matrimonio con Bianca I. Attraversato il confine con il permesso reale e in conformità con le disposizioni della Pace di Toledo del 1436, Giovanni d'Aragona incontrò il 6 aprile 1439 il re a Cuéllar, dove la corte era riunita, assieme ai nobili che sostenevano la causa del conestabile e di suo fratello, l'arcivescovo di Toledo, Juan de Cerezuela. Ad accompagnare Giovanni d'Aragona era l'infante don Enrico, ma questo avrebbe presto disertato per il bando dei nobili ribelli alla promessa che gli sarebbero stati restituiti tutti i beni confiscati alla fine della guerra del 1429-1430.
L'opera diplomatica di Giovanni d'Aragona proseguì e nel giugno del 1439 riuscì a riunire i capi delle due fazioni in guerra a Tordesillas per tentare di raggiungere un accordo senza ricorrere alle armi. Erano presenti lo stesso re Giovanni II, il conestabile don Álvaro e il conte di Castro, contrapposti all'almirante di Castiglia, l'adelantado mayor di León, il conte di Benavente e il Commendatore di Castiglia. Tuttavia, non fu raggiunto nessun accordo, principalmente a causa del rifiuto dei nobili che sostenevano don Álvaro de Luna di restituire i beni degli infanti d'Aragona confiscati nel 1430. Pochi giorni dopo il fallito incontro di Tordesillas, a Roa si verificò una scaramuccia tra gli eserciti del conte di Ribadeo, della fazione di don Álvaro de Luna, contro i nobili ribelli che avevano formato una Lega. Tuttavia, i colloqui non furono abbandonati e una soluzione transitoria fu raggiunta nell'ottobre 1439, nota come "accordo di Castronuño", per il quale don Alvaro de Luna fu allontanato dalla corte per sei mesi.

## La Sentenza di Medina del Campo
Don Álvaro de Luna violò l'accordo di Castronuño continuando ad essere in contatto con il re attraverso i nobili della sua fazione il che portò all'intervento di don Giovanni e della Lega. Il 17 gennaio 1440, il giorno dopo aver ricevuto l'ambasciata, il re decise di fuggire dalla corte, che in quel momento era a Madrigal, insieme al principe delle Asturie e ai nobili sostenitori di don Álvaro. Di fronte a questo evento, Giovanni II abbandonò la posizione di mediatore, che aveva mantenuto fino ad allora, e si unì alla Liga nobiliare assieme a sua sorella Maria d'Aragona, moglie del re castigliano, e al conte di Haro Pedro Fernandez de Velasco, il garante che aveva permesso l'incontro dei leader delle fazioni a Tordesillas.

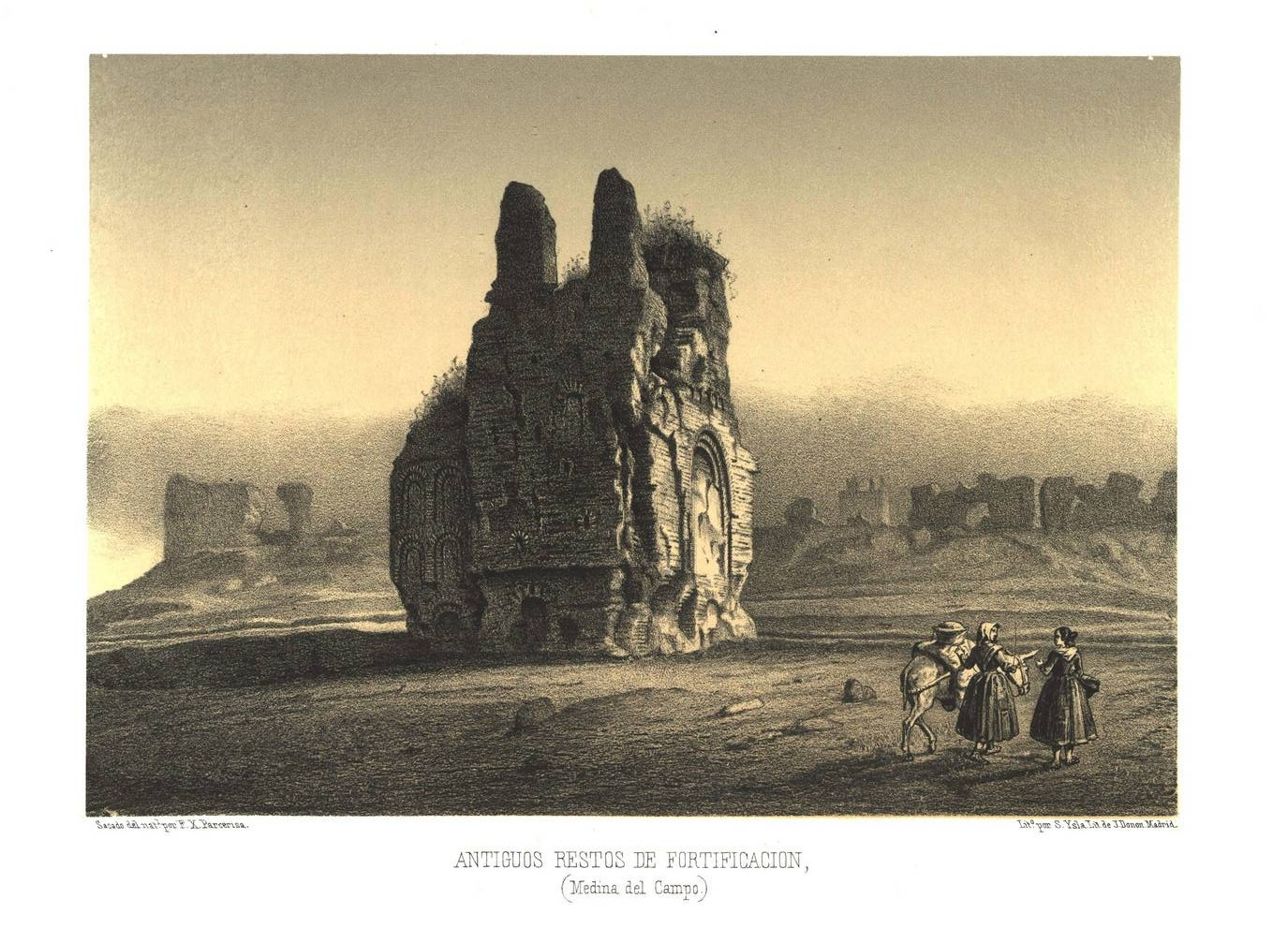
Rovine delle fortificazioni antiche di Medina del Campo.

Giovanni d'Aragona diresse le sue truppe a Bonilla de la Sierra, dove re Giovanni II si era rigugiato dopo la sua fuga da Madrigal, prendendo Avila e costringendo Giovanni II a negoziare un nuovo accordo. Gli ambasciatori di Giovanni d'Aragona accusarono Álvaro de Luna di aver stregato re Giovanni II, oltre che di arricchirsi rubando dal tesoro pubblico e di avvilire il paese con nuove ed elevate tasse. Finalmente, il re accettò di incontrare gli infanti d'Aragona e i capi della Lega a Valladolid, accettando che i più importanti sostenitori di don Álvaro de Luna fossero banditi dalla corte: l'arcivescovo di Siviglia Gutierre Álvarez de Toledo, il vescovo di Segovia Lope de Barrientos e il conte di Alba Fernando Álvarez de Toledo y Sarmiento. Per suggellare il patto, si tenne il 15 settembre 1440 nella stessa Valladolid, il matrimonio concordato durante la Pace di Toledo tra il principe delle Asturie don Enrico e Bianca di Trastámara, figlia dei re di Navarra.
I primi di gennaio del 1441, re Giovanni II, accompagnato dal Principe delle Asturie, scappano ancora una volta dalla corte, che si trovava in quel momento riunita ad Arevalo, per sfuggire al controllo degli infanti d'Aragona e della Lega. Si rifugiarono ad Ávila, dove vennero raggiunti da un gruppo di sostenitori di Álvaro de Luna, che incontrarono a El Tiemblo. Da lì, il 7 gennaio 1441, emisero un ultimatum per la Lega, minacciandoli di guerra se non avessero licenziato le loro truppe. La risposta della Lega arrivò rapidamente; chiedeva che "il conestabile lasciasse il Regno" e seguì una richiesta alle città castigliane di unirsi alla Lega contro "il nemico del signor re", Alvaro de Luna.
I primi scontri tra le due fazioni avvennero nella valle del Tago, quando una parte delle forze della Lega, da Arévalo attraversò la sierra de Guadarrama per attaccare Maqueda e Illescas, tenute dal conestabile e da suo fratello l'arcivescovo di Toledo. Illescas fu presa, ma gli eserciti della Lega non riuscirono a conquistare Maqueda o l'Alcazar di Madrid, tenuto dal figlio del conestabile, Juan de Luna y Pimentel. Nello stesso tempo, altre forze della Lega sequestrarono i possedimenti del conestabile a nord della sierra de Guadarrama: Riaza, Sepúlveda e Ayllón. Il conestabile contrattaccò nella valle del Tago, sconfiggendo le forze della Lega nella battaglia di Torote, il 7 aprile 1441, e quella di Arroyo de Molina, vicino a Montánchez. Alla fine di aprile, circondò Torrijos, nella quale si trovava l'infante d'Aragona don Enrique, il quale chiese ausilio alle forze della Lega concentrate ad Arévalo sotto il comando del fratello. Approfittando dello spostamento di truppe della Lega per venire in soccorso a don Enrico sotto assedio a Torrijos, l'esercito reale, schierandosi palesemente al fianco del conestabile e secondo un piano concordato da Giovanni II con Alvaro de Luna, lasciò Avila e il 15 maggio prese Medina del Campo, Olmedo e il castello di La Mota. La Lega rispose levando l'assedio a Maqueta e inviando le truppe attraverso la sierra de Guadarrama per affrontare direttamente il re Giovanni II a Medina del Campo. La difesa di Medina del Campo era stata rafforzata l'8 giugno con i 1600 uomini in armi di Alvaro de Luna. Malgrado ciò, il 28 giugno le truppe della Lega riuscirono a scalare le mura ed entrare di sorpresa all'interno della città. Lì, incontrarono 3000 uomini dell'esercito regio che, invece di contrattaccare, si rifiutarono di combattere. Il conestabile, suo fratello l'arcivescovo di Toledo e Gutierre de Sotomayor maestro dell'Ordine di Alcantara riuscirono a fuggire, ma non il re Giovanni II, che cadde nelle mani della Lega. Con il re prigioniero, Giovanni d'Aragona teneva in mano le redini della politica castigliana.
Pochi giorni dopo l'assalto a Medina del Campo, fu firmo un accordo a Medina del Campo, ricordato come la "Sentenza di Medina del Campo" in cui i vincitori imposero le loro condizioni ai vinti. La maggiore conseguenza fu l'esilio dalla corte per sei anni del conestabile don Alvaro de Luna.

## Dichiarazione di guerra e la battaglia di Olmedo
Il 9 luglio 1443 ebbe luogo un colpo di mano compiuto dall'almirante di Castiglia e dal conte di Benavente che, istigati da Enrico e Giovanni d'Aragona, rapirono Giovanni II nella città di Rámaga. Lo scopo era quello di tenere sotto scacco Álvaro de Luna, impedendogli di tornare ad esercitare il suo controllo politico sulla monarchia castigliana.

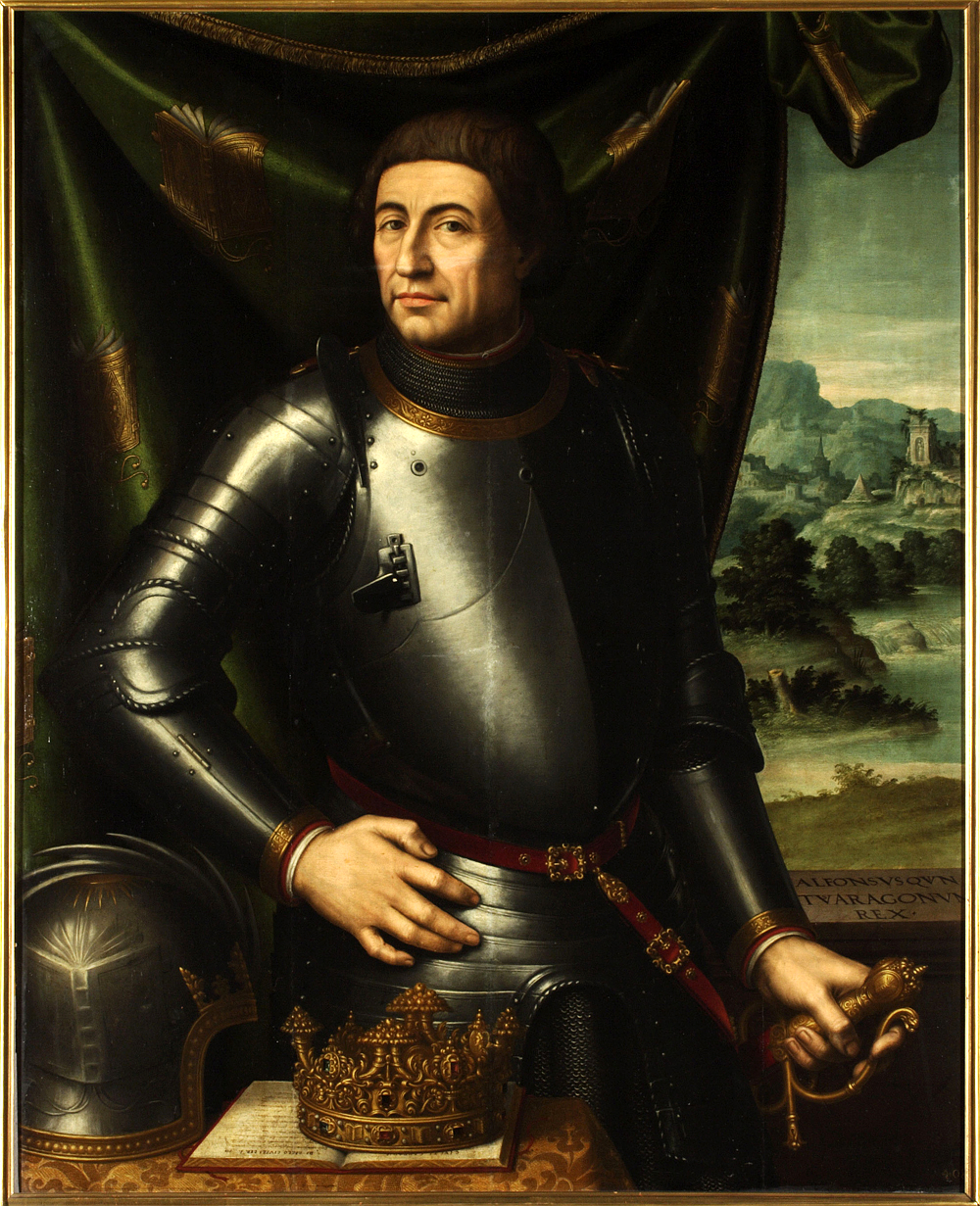
Alfonso il Magnanimo (Juan Vicente Macip, 1557)

Il giorno seguente, il 10 luglio, durante il trasferimento della corte da Rámaga a Madrigal, il vescovo di Ávila Lope de Barrientos, partitario del conestabile, strinse un'alleanza con il príncipe delle Asturie contro Giovanni d'Aragona e i suoi alleati della Lega. I primi di giugno, dopo la dichiarazione di guerra, le truppe del principe delle Asturie unite a quelle del conestabile e dei suoi sostenitori arrivarono a Burgos, a poche leghe da Pampliega dove si errano barricati gli uomini di Giovanni d'Aragona dopo aver imprigionato il re nel castello di Portillo, lasciandolo sotto la custodia del conte di Castro. Questa prigionia creò dissidi nell'alleanza della Lega e portò all'intervento della regina Maria, che promise di garantire al re "la completa libertà della sua persona al fine di poter governare liberamente il suo regno", aiutando Giovanni II a fuggire dal castello di Portillo il 16 giugno. Questa evasione portò il conte di Castro a lasciare il castello e ripiegare a Palencia. In ritirata con le sue truppe, Giovanni d'Aragona raggiunse il confine di Navarra, ma senza passare la frontiera, in attesa di un intervento di suo fratello il re di Aragona Alfonso il Magnanimo, dal momento che la dichiarazione di guerra aveva violato il concordato di pace del 1436.
Giovanni II non tardò a far tesoro della ritirata dei suoi avversari: riprese il controllo dei suoi principali feudi castigliani: Medina del Campo, Olmedo, Roa e Peñafiel. L'arrivo degli ambasciatori di Alfonso il Magnanimo alla corte castigliana il 26 agosto, dieci giorni dopo la caduta di Peñafiel e dopo un mese di assedio, trovò il re in posizione di vantaggio, mal disposto a ritornare sui termini della Pace di Toledo e a restituire i feudi da poco occupati. Giovanni II esigette dagli ambasciatori il ritiro delle truppe navarresi dal "suo regno" e inviò un esercito composto da 1500 uomini verso il confine, mentre un altro esercito – comandato dal principe delle Asturie e da Alvaro de Luna – attraversava la sierra di Guadarrama per andare ad occupare le terre dell'Ordine di Santiago (il cui gran maestro era l'infante d'Aragona don Enrico) e dell'Ordine di Calatrava (il cui gran maestro era il figlio bastardo del re consorte di Navarra don Alfonso). Nulla poté la tregua di cinque mesi accordata fra le parti il 25 settembre 1444 a frenare l'avanzata delle truppe castigliane, che approfittarono della tregua per riprendere altro territorio agli infanti d'Aragona. Una seconda ambasciata aragonese fallì nel tentativo di riconciliazione fra le parti, spingendo Giovanni d'Aragona ad aumentare lo sforzo di guerra, sostenuto da una forte somma in denaro accordata dalla corte di Navarra fra dicembre 1444 e febbraio 1445.
La risposta di Giovanni d'Aragona arrivò con il termine della tregua: nel febbraio 1445 le sue truppe invasero la Castiglia, passando dal bacino dell'Henares e prendendo il castello di Alcalá la Vieja, la vicina Alcalá de Henares, Torija e Santorcaz. Il re di Castiglia reagì marciando fino a El Espinar, dove lo accolse la notizia della morte della regina Maria, sua moglie, e della cognata, la regina Eleonora del Portogallo. Cercò in seguito si passare per Madrid ed evitare che l'esercito di don Giovanni si riunisse con quello di suo fratello Enrico che portava rinforzi da Valenza. La manovra non riuscì e la fanteria degli eserciti riuniti d'Aragona attaccarono Alcalá de Henares, che era appena stata ripresa da Giovanni II. I realisti avanzarono verso Olmedo, dove riunirono alle schiere dei nobili castigliani che li sostenevano, fra cui l'almirante di Castiglia e il conte di Benavente. Le schiere arrivarono ad Olmedo il 24 marzo, dove furono tentate nuove trattative tra il re di Castiglia e il re di Navarra, ma questi non andarono a buon fine perché sia il conestabile Álvaro de Luna, per il bando realista, sia l'Infante don Enrique, dal lato ribelle, spingevano per risolvere il conflitto con le armi.
La battaglia fu combattuta nei pressi di Olmedo il 19 maggio 1445. Si risolse con una vittoria per il bando realista. Gli infanti d'Aragona riuscirono a rifugiarsi nella città di Olmedo, mentre il resto dei nobili che li sostenevano furono fatti prigionieri. Il giorno seguente, gli infanti fuggirono verso l'Aragona. L'infante don Enrique morì a Calatayud il 15 luglio delle conseguenze di una ferita riportata durante la battaglia.

## Conseguenze
La battaglia di Olmedo ebbe da subito due importanti effetti. La morte dell'infante don Enrico e la partenza definitiva dalla Castiglia dell'infante don Giovanni, re di Navarra. Più che il re, dalla guerra uscì rafforzato Álvaro de Luna, dato che ottenne nuovamente il titolo di maestro dell'Ordine di Santiago, oltre che il contado di Alburquerque e le signorie di Trujillo, Medellín e Cuéllar; ma questo momento per lui durò poco, a causa delle relazioni che si andarono incrinando con Enrico delle Asturie e il suo braccio destro Juan Pacheco, che aveva ottenuto il prestigioso marchesato di Villena. Onde evitare che il conestabile ottenesse nuovamente l'immenso potere che deteneva fra gli anni 1430 e 1439, Enrico manovrò per ottenere l'appoggio dei nobili che avevano sostenuto gli infanti d'Aragona, rafforzando di molto il suo peso politico e quello del suo consigliere Juan Pacheco in contrapposizione al bando del re e del conestabile.